# Noach (parashah)

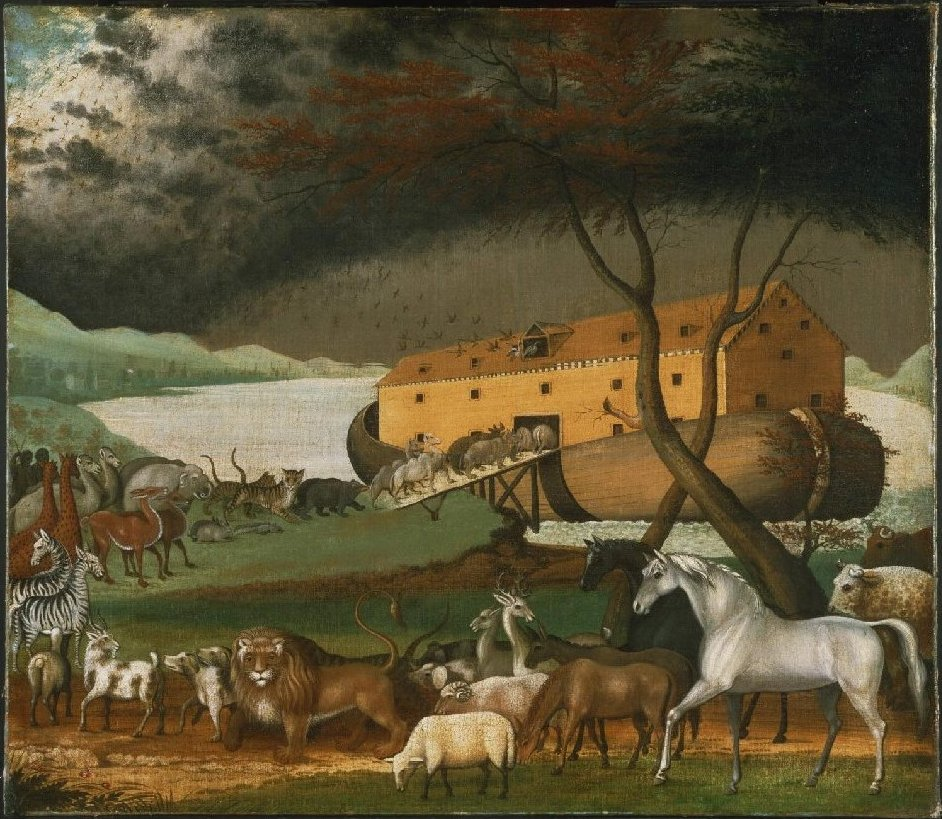
L'Arca di Noè (dipinto di Edward Hicks del 1846)

Noach o Noah (ebraico: נֹחַ — ebraico del nome proprio "Noè", terza parola e incipit della relativa parashah) è la seconda porzione settimanale della Torah (parashah o anche parsha/parscià) nel ciclo annuale ebraico di letture bibliche dal Pentateuco. Rappresenta il passo 6:9-11:32 della Genesi. Gli ebrei lo leggono durante il secondo Shabbat dopo Simchat Torah, generalmente in ottobre o novembre.
La parashah narra le storie del Diluvio universale e dell'Arca di Noè, della successiva ubriachezza di Noè, della maledizione di Canaan e della Torre di Babele.

## Letture
Nella lettura tradizionale della Torah durante lo Shabbat, la parashah è suddivisa in sette letture, o in ebraico עליות, aliyot. Nel testo masoretico del Tanakh (Bibbia ebraica), Parashat Noach ha sei divisioni a "porzione aperta" (ebr. פתוחה, petuchah) (circa equivalenti a paragrafi, spesso abbreviati con la lettera ebraica פ - peh, approssimativamente equivalente alla lettera italiana "P"). La Parashat Noach ha numerose altre suddivisioni, chiamate a "porzione chiusa" (ebr. סתומה, setumah) (abbreviate con la lettera ebraica ס - samekh, circa equivalente alla lettera italiana "S") nell'ambito delle divisioni a porzione aperta (פתוחה, petuchah). La prima porzione aperta (פתוחה, petuchah) divide la prima lettura (עליה, aliyah). La seconda porzione aperta (פתוחה, petuchah), ricopre la rimanenza della prima e di tutte le lettura dalla seconda alla quinta (עליות, aliyot). La terza e quarta divisione a porzione aperta (פתוחה, petuchah) suddividono la sesta lettura (עליה, aliyah); e la quinta e sesta divisione a porzione aperta (פתוחה, petuchah) suddividono divide la settima lettura (עליה, aliyah). Le divisioni a porzione chiusa (סתומה, setumah) introducono la terza e quarta lettura (עליות, aliyot) e suddividono la sesta e settima lettura (עליות, aliyot).

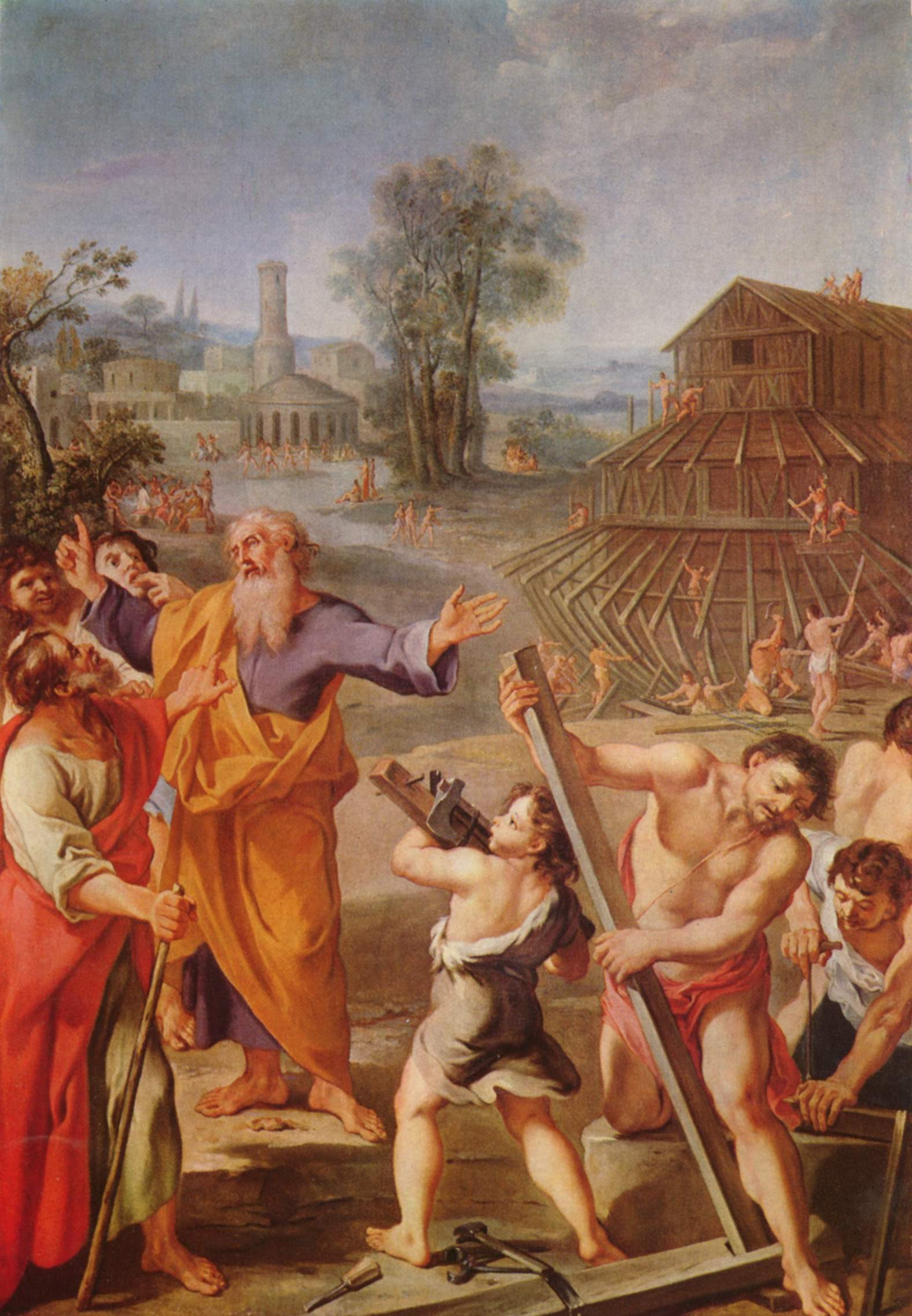
Costruzione dell'Arca di Noè (dipinto di artista francese del 1675)

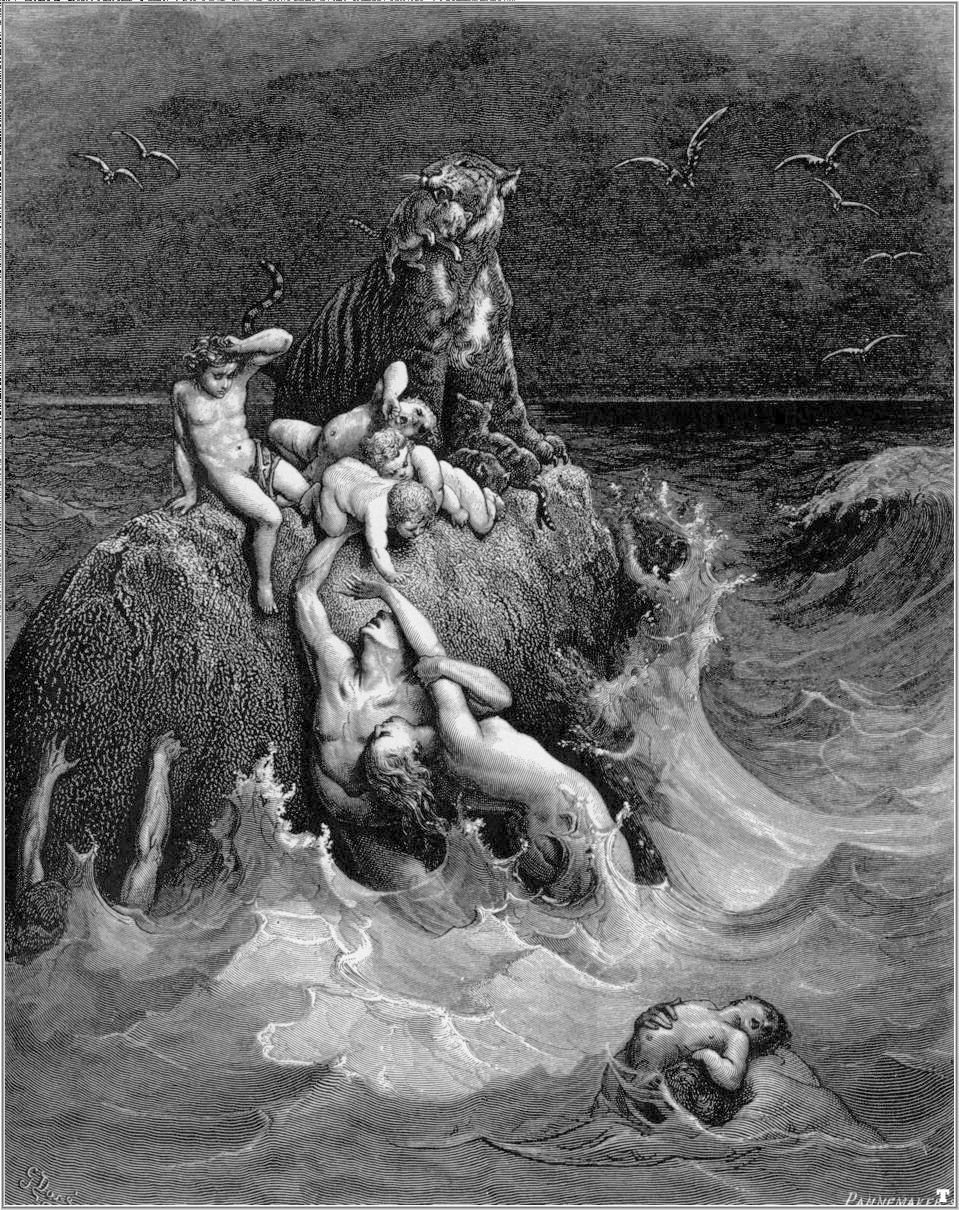
Il Diluvio (illustrazione di Gustave Doré dalla La Sainte Bible del 1865)

### Prima lettura
Nella prima lettura (עליה, aliyah), la Torah narra di Noè che "era uomo giusto e integro tra i suoi contemporanei e camminava con Dio." Noè aveva tre figli: Sem, Cam, e Jafet. "Dio guardò la terra ed ecco essa era corrotta, perché ogni uomo aveva pervertito la sua condotta sulla terra." La prima porzione aperta (פתוחה, petuchah) finisce qui.
Nella continuazione della lettura, Dio dice a Noè di aver deciso di mandare un diluvio per "distruggere sotto il cielo ogni carne, in cui è alito di vita." Dio dirige Noè a costruire un'arca di legno di cipresso e di spalmarla di pece dentro e fuori. L'Arca doveva essere "trecento cubiti di lunghezza, cinquanta di larghezza e trenta di altezza", e avere un'apertura per la luce vicino al tetto, da un lato la porta e tre ponti. Dio poi annuncia che formerà un'alleanza con Noè, e che questi, i suoi figli, sua moglie, le mogli dei figli e due di ogni specie di animale — maschio e femmina — sopravviveranno nell'Arca. Noè esegue tutto come Dio gli aveva comandato di fare. La prima lettura (עליה, aliyah) termina qui con la fine del capitolo 6

### Seconda lettura
Nella seconda lettura (עליה, aliyah), al capitolo 7 sette giorni prima del Diluvio, Dio dice a No di entrare nell'Arca insieme alla famiglia, e di prendere sette paia di animali puri e di ogni uccello, e un paio di ogni altro animale, per tenere in vita le loro specie. Quando Noè compì 600 anni, il Diluvio arrivò e nello stesso giorno Noè, la sua famiglia e gli animali, entrarono nell'Arca e Dio li chiuse dentro. La seconda lettura (עליה, aliyah) finisce qui.

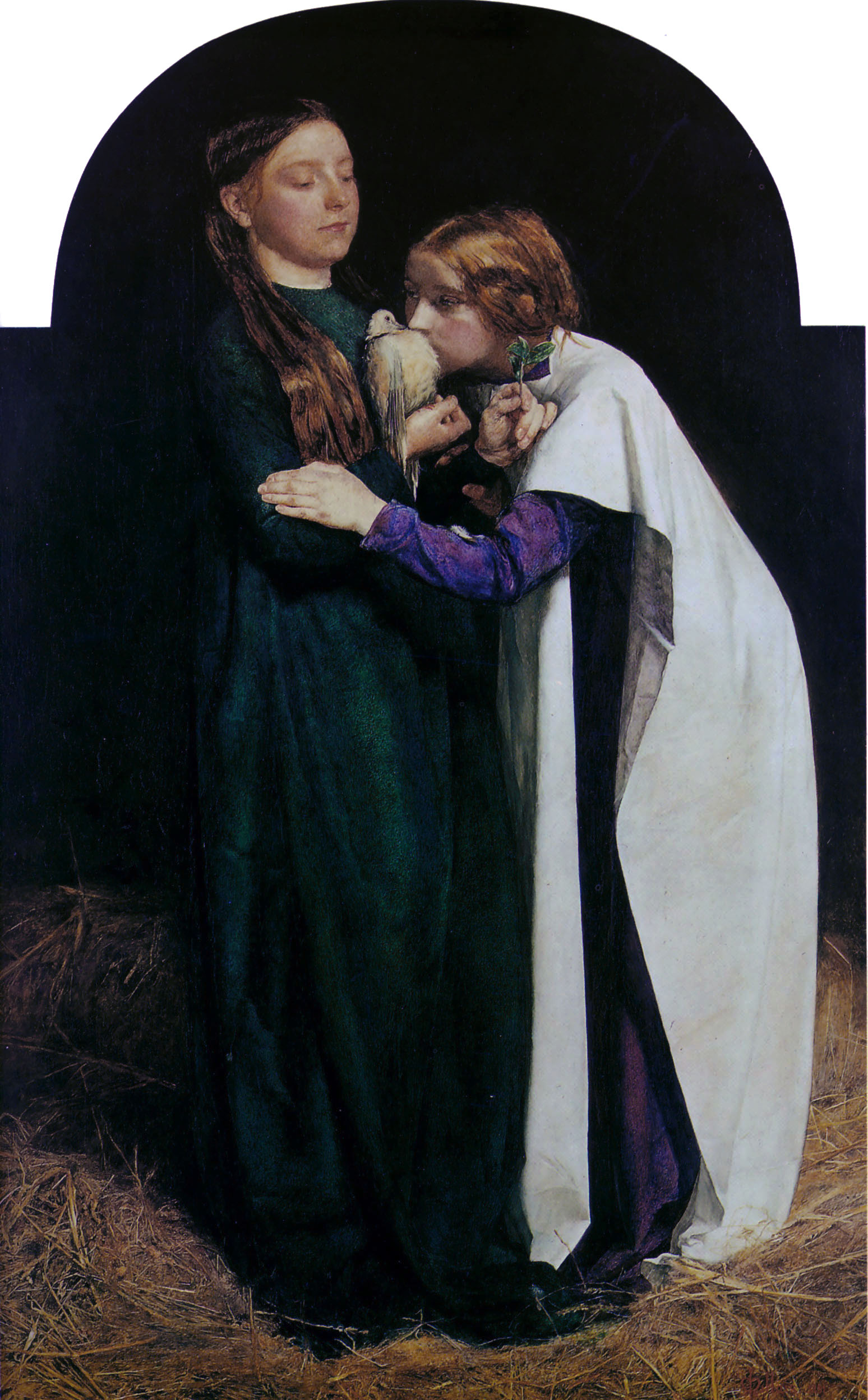
Il ritorno della colomba (dipinto di John Everett Millais del 1851)

### Terza lettura
Nella terza lettura (עליה, aliyah), le piogge caddero per 40 giorni e 40 notti, le acque inondarono ovunque superando le montagne di 15 cubiti, e tutto perì, eccetto Noè e coloro che erano con lui sull'Arca: "Perì ogni essere vivente che si muove sulla terra, uccelli, bestiame e fiere e tutti gli esseri che brulicano sulla terra e tutti gli uomini... Così fu sterminato ogni essere che era sulla terra." Dopo che le acque furono restate alte sopra la terra per centocinquanta giorni, Dio si ricordò di Noè e degli animali, e fece soffiare un vento che spinse via le acque dalla terra, cosicché l'Arca si posò sui monti di Ararat. Alla fine dei 40 giorni, Noè aprì la finestra e mandò fuori un corvo " per vedere se le acque si fossero ritirate, ed esso uscì andando e tornando finché si prosciugarono le acque sulla terra." Poi mandò fuori una colomba, per accertare se le acque si fossero ritirate dal suolo, ma la colomba, "non trovando dove posare la pianta del piede, tornò a lui nell'arca, perché c'era ancora l'acqua su tutta la terra." Aspettò quindi altri sette giorni, poi di nuovo fece uscire la colomba, che "tornò a lui sul far della sera; ecco, essa aveva nel becco un ramoscello di ulivo." Noè aspettò altri sette giorni e poi rimandò fuori la colomba, che non tornò più. Quando tolse la copertura dell'arca, vide che la superficie del suolo era asciutta. La terza lettura (עליה, aliyah) e la porzione chiusa (סתומה, setumah) finiscono qui.

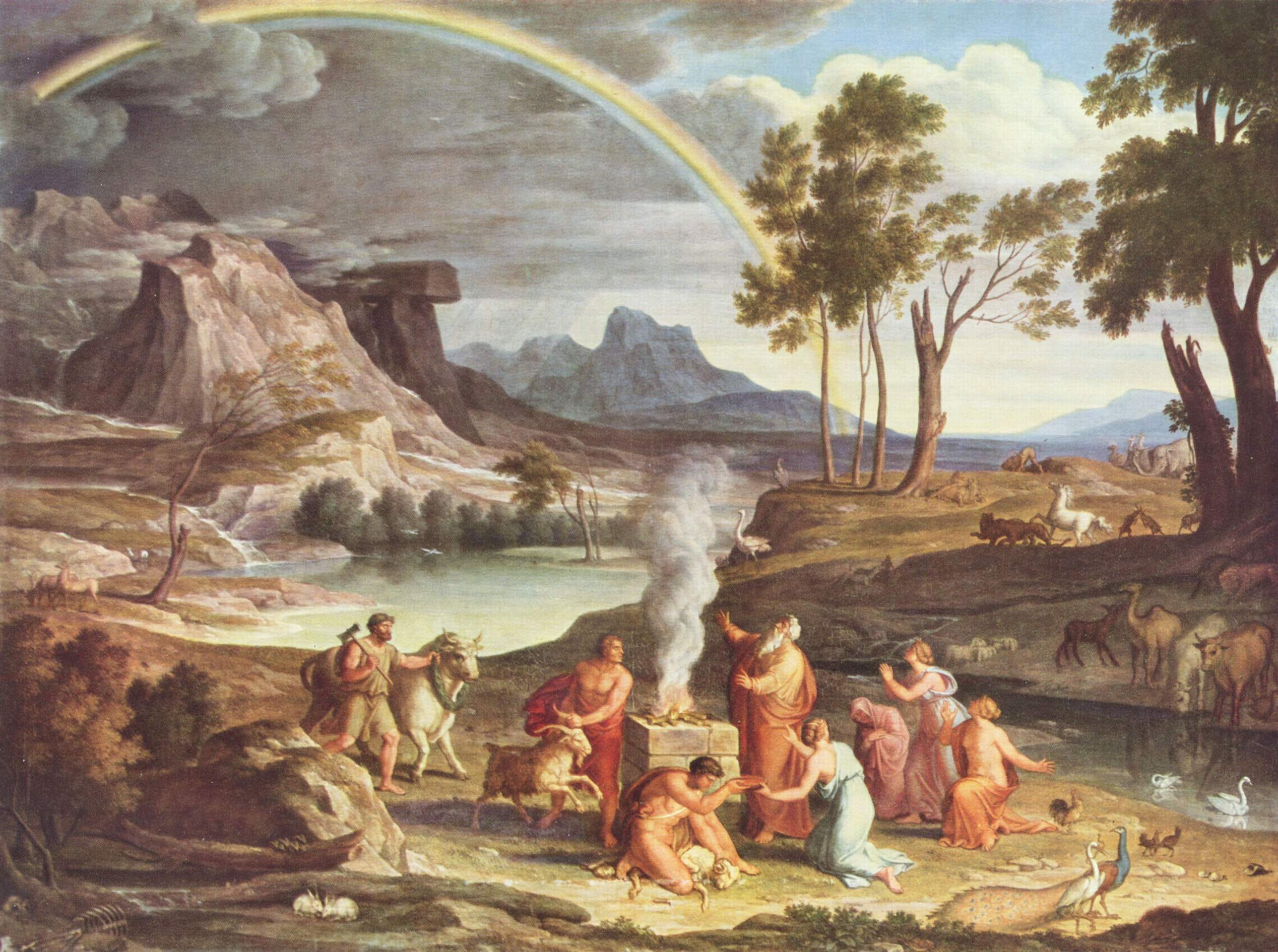
Offerta di Ringraziamento di Noè (c.1803) di Joseph Anton Koch. Noè costruisce un altare al Signore dopo essere stato trasportato dal Diluvio; Dio manda l'arcobaleno come un segno del suo patto. (Genesi 8-9).

### Quarta lettura
Nella quarta lettura (עליה, aliyah), Dio dice a Noè di uscire dall'Arca con la sua famiglia e di liberare gli animali. Poi Noè eleva un altare a Dio e offre in sacrificio uno di ogni animale mondo e di ogni uccello mondo. "Il Signore ne odorò la soave fragranza e pensò: «Non maledirò più il suolo a causa dell'uomo, perché l'istinto del cuore umano è incline al male fin dalla adolescenza; né colpirò più ogni essere vivente come ho fatto. Finché durerà la terra, seme e messe, freddo e caldo, estate e inverno, giorno e notte non cesseranno»". Dio benedì Noè ed i suoi figli e disse loro: «Siate fecondi e moltiplicatevi e riempite la terra. Il timore e il terrore di voi sia in tutte le bestie selvatiche e in tutto il bestiame e in tutti gli uccelli del cielo ... Quanto si muove e ha vita vi servirà di cibo.» Dio proibì la consumazione di "carne con la sua vita - cioè il suo sangue dentro" – dicendo inoltre: «ne domanderò conto ad ogni essere vivente e domanderò conto della vita dell'uomo all'uomo, a ognuno di suo fratello. Chi sparge il sangue dell'uomo dall'uomo il suo sangue sarà sparso, perché ad immagine di Dio Egli ha fatto l'uomo.» Dio ripete quindi che siano fecondi e prolifichino. La quarta lettura (עליה, aliyah) e la porzione chiusa (סתומה, setumah) terminano qui.

### Quinta lettura
Nella quinta lettura (עליה, aliyah), Dio stabilisce un'alleanza con Noè, coi suoi figli e con ogni creatura vivente, che mai più avrebbe mandato un diluvio a distruggere la terra. Dio mette l'arcobaleno tra le nuvole in cielo quale segno della Sua alleanza in terra cosicché, «quando radunerò le nubi sulla terra e apparirà l'arco sulle nubi ricorderò la mia alleanza che è tra me e voi e tra ogni essere che vive in ogni carne e noi ci saranno più le acque per il diluvio, per distruggere ogni carne.» La quinta lettura (עליה, aliyah) e la seconda porzione aperta (פתוחה, petuchah) terminano qui.

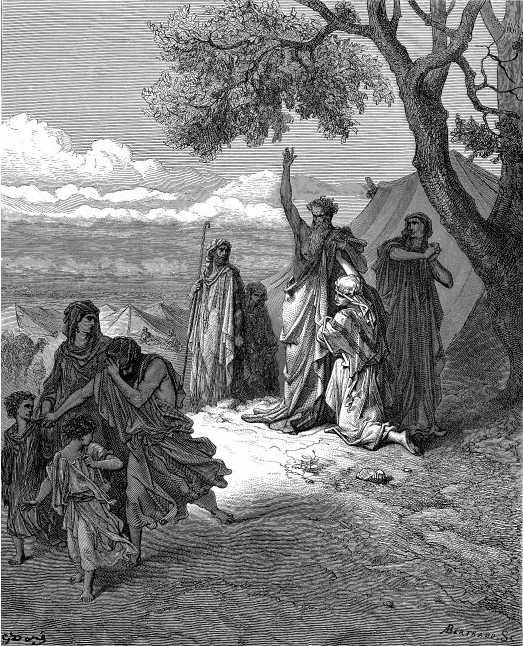
Noè maledice Canaan (illustrazione di Gustave Doré da La Sainte Bible del 1865)

### Sesta lettura
Nella sesta lettura (עליה, aliyah), Noè è il primo a piantare una vigna e si ubriaca, rimanendo scoperto nella sua tenda. Cam, padre di Canaan, vede la nudità di suo padre e lo dice ai suoi fratelli. Sem e Jafet pongono un panno su entrambe le loro schiene e, camminando all'indietro, coprono loro padre senza guardare la sua nudità. Quando Noè si sveglia e apprende cosa Cam gli aveva fatto, maledice Canaan, il figlio di Cam, che diventi "schiavo degli schiavi" di Jafet e Sem, mentre prega Dio di arricchire Jafet e benedire Sem. "L'intera vita di Noè fu di novecentocinquanta anni, poi morì." La terza porzione (פתוחה, petuchah) finisce qui.

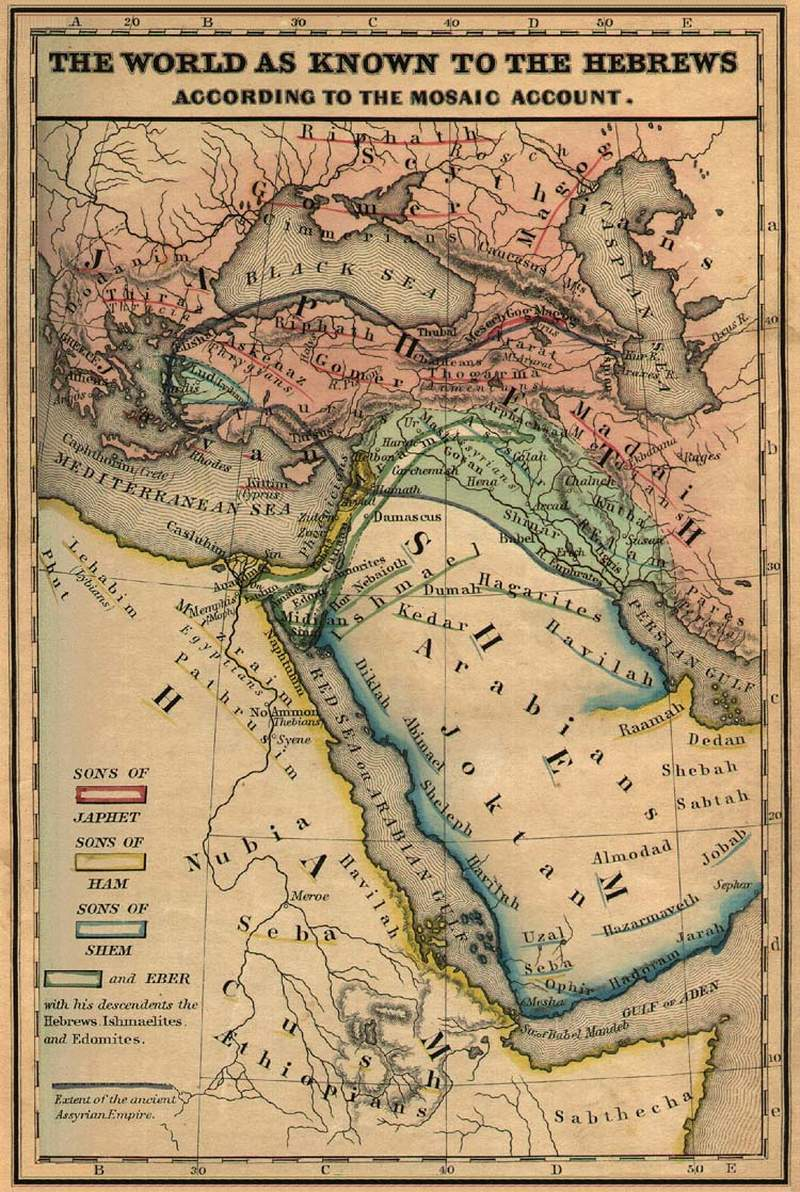
La dispersione dei discendenti di Sem, Cam e Jafet (mappa dello Historical Textbook and Atlas of Biblical Geography del 1854)

La lettura continua col capitolo Genesi 10, che elenca i discendenti di Sem, Cam e Jafet dai quali provennero le nazioni della terra dopo il Diluvio. Tra i discendenti di Jafet ci furono le nazioni marittime. Cush, figlio di Cam, ebbe un figlio di nome Nimrod, che divenne il primqui con la fine del capitolo 10 o potente della terra, grande cacciatore, re di Babilonia e del territorio di Shinar. Da lì originò Asshur, che edificò Ninive. Mizraim, figlio di Cam, ebbe dei figli che originarono i filistei e i caphtoriti. Un porzione chiusa (סתומה, setumah) finisce qui.
Proseguendo la lettura, i discendenti di Canaan — Sidone, Heth, i gebusei, gli amorrei, i girgasiti, gli hiviti, gli arkiti, i siniti, gli arvaditi, gli zemariti e gli amatiti — si sparsero da Sidone fino a Gherar, vicino Gaza, e a Sodoma e Gomorra. Un'altra porzione chiusa (סתומה, setumah) termina qui.
Il resto della lettura elenca i discendenti di Sem, tra cui fu Eber. la sesta lettura (עליה, aliyah) e la quarta porzione aperta (פתוחה, petuchah) terminano qui con la fine del capitolo 10.

La Torre di Babele (dipinto di Pieter Bruegel del 1563)

### Settima lettura
Nella settima lettura (עליה, aliyah), al capitolo Genesi 11 tutti sulla terra parlavano la stessa lingua. Con le migrazioni dei popoli dall'oriente, alcuni si stabilirono nella terra di Shinar (Sennaar). la gente del posto iniziò a farsi dei mattoni e costruire una città dicendo: "Venite, costruiamoci una città e una torre, la cui cima tocchi il cielo e facciamoci un nome, per non disperderci su tutta la terra." Il Signore scese a vedere la città e la torre che gli uomini stavano costruendo e disse: «Ecco, essi sono un solo popolo e hanno tutti una lingua sola; questo è l'inizio della loro opera e ora quanto avranno in progetto di fare non sarà loro impossibile.» Dio scese e confuse la loro lingua, cosicché non comprendessero più l'uno la lingua dell'altro, e li disperse per tutta la terra ed essi cessarono di costruire la città. Per questo la città si chiamò Babele, perché là il Signore confuse la lingua di tutta la terra e di là il Signore li disperse su tutta la terra. La quinta porzione aperta (פתוחה, petuchah) finisce qui.
Il continuo della lettura elenca i discendenti di Sem. Otto divisioni di porzioni chiuse (סתומה, setumah) separano ogni generazione.
La lettura prosegue con la lista di otto generazioni dopo Sem, e Terah che ebbe tre figli: Abram (che diventerà Abramo), Nacor e Aran.
Aran ebbe un figlio, Lot, e due figlie, Milca e Isca, e poi morì a Ur mentre il padre Terah era ancora in vita.
Nella lettura del maftir (מפטיר), questa parte conclude la parshah, Abram sposa Sarai e Nacor sposa la figlia di Aran, Milca. Sarai era sterile. Terah prende Abram, Sarai e Lot, e insieme partono da Ur verso la terra di Canaan, ma quando arrivano a Carran, ci si fermano e lì muore Terah. La settima lettura (עליה, aliyah), la sesta porzione aperta (פתוחה, petuchah), capitolo 11 e la parshah terminano qui.

## Antichi paralleli

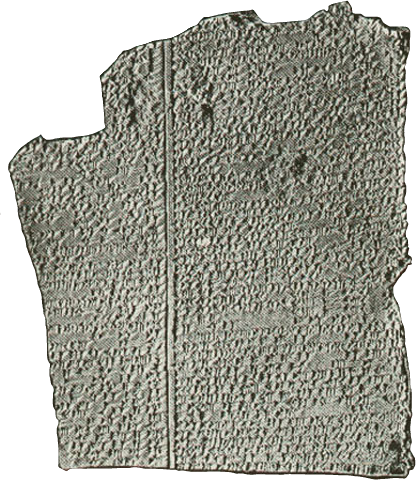
La Tavoletta del Diluvio dell'Epopea di Gilgamesh

### Genesi 6-8
Tavoletta 11 dell'Epopea di Gilgamesh, composta in Mesopotamia nei secoli XIV-XI prima dell'era volgare (a.e.v.), presenta una storia del Diluvio parallela a quella della Parshah Noach. L'archeologo e storico Gary Rendsburg nota le seguenti similarità e differenze:
| Ordine | Elementi della storia | In Gilgamesh?  | Versetti        |
| 1      | Fattore morale        | No             | Genesi 6:5-13   |
| ------ | --------------------- | -------------- | --------------- |
| 2      | Legno, pece, canne    | Sì             | Genesi 6:14     |
| 3      | Dimensioni            | Sì             | Genesi 6:15     |
| 4      | ponti                 | Sì             | Genesi 6:16     |
| 5      | Alleanza              | No             | Genesi 6:17-22  |
| 6      | Popolazione           | Sì             | Genesi 7:1-5    |
| 7      | Diluvio               | Sì             | Genesi 7:6–23   |
| 8      | Sbarco sulla montagna | Sì             | Genesi 7:24-8:5 |
| 9      | Inviati uccelli       | Sì             | Genesi 8:6-12   |
| 10     | Terra ferma           | Sì, ma di meno | Genesi 8:13-14  |
| 11     | Liberati tutti        | Sì             | Genesi 8:15-19  |
| 12     | Sacrifici             | Sì             | Genesi 8:20-22  |

## Interpretazione intrabiblica

### Genesi 11
Giosuè 24:2 narra che Terah, padre di Abramo, viveva oltre il fiume Eufrate e serviva altri dèi.
Mentre Genesi 11:31 riferisce che Terah prese Abram, Lot e Sarai e uscì da Ur dei Caldei giungendo a Carran, e Genesi 12:1 successivamente narra l'intimazione di Dio ad Abram di lasciare il suo paese e la casa di suo padre, Neemia 9:7 riferisce che Dio scelse Abram e lo portò fuori da Ur dei Caldei.

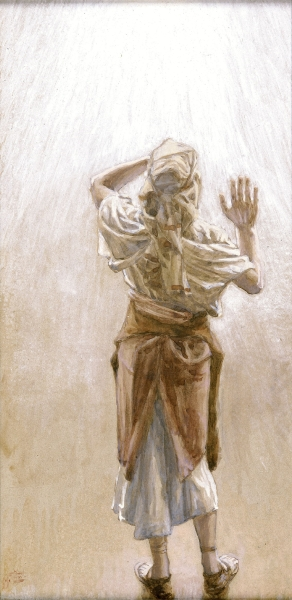
Dio appare a Noè (acquerello di James Tissot, c. 1896–1902)

## Interpretazione rabbinica classica
1. Zugot
2. Tannaim
3. Amoraim
4. Savoraim
5. Gaonim
6. Rishonim
7. Acharonim

La parashah viene discussa in queste fonti rabbiniche dell'era della Mishnah e del Talmud.

### Genesi 6
Interpretando le parole "Noè era uomo giusto e integro tra i suoi contemporanei" in Genesi 6:9 Rabbi Yochanan bar Nafcha insegna che Noè era considerato giusto tra i suoi contemporanei, ma non sarebbe stato considerato giusto in altre generazioni. Shimon ben Lakish tuttavia asserisce che se Noè era considerato giusto durante la sua generazione, allora sicuramente sarebbe stato un giusto anche in altre generazioni. Rabbi Haninah paragona l'opinione su Noè di Rabbi Yochanan a una botte di vino che giace in una volta di acido: dove si trova, il suo aroma è fragrante (rispetto all'acido), altrove però non verrebbe considerato fragrante. Rabbi Oshaia paragona l'opinione di Lakish ad una fiala di olio di nardo che giace tra i rifiuti. Se è fragrante dove si trova, quanto più lo sarebbe tra le spezie!

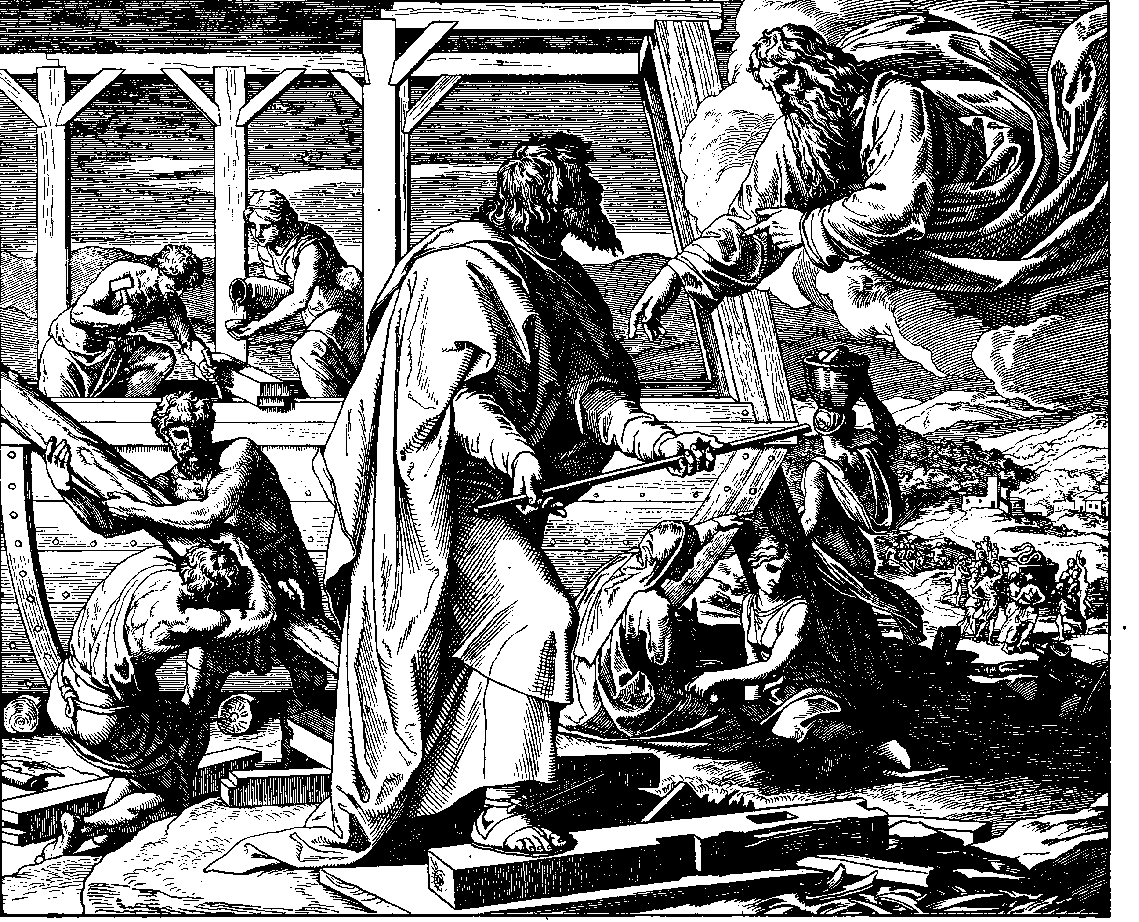
La Profezia del Diluvio (incisione di Julius Schnorr von Carolsfeld dalla Bible in Pictures, 1860)

Similmente, Rabbi Judah e Rabbi Nehemiah differivano nell'interpretare le parole "Noè era uomo giusto e integro tra i suoi contemporanei" in Genesi 6:9. Rabbi Judah insegnava che solo "tra i suoi contemporanei" egli era un uomo giusto (in paragone). Se fosse vissuto nella generazione di Mosè o Samuele, Noè non sarebbe stato chiamato giusto. Rabbi Judah diceva che sulla strada dei ciechi, colui che ha un solo occhio è chiamato lungimirante, e l'infante è chiamato dotto. Rabbi Judah lo paragonava all'uomo con una cantina che apre un barile e lo trova di aceto, ne apre un altro e trova ancora aceto, ne apre un terzo e trova che si sta inacidendo. Quando la gente gli dice che si stava inacidendo, allora chiede se la cantina contenesse qualcosa di meglio. Allo stesso modo, "tra i suoi contemporanei" Noè era un uomo giusto. Tuttavia Rabbi Nehemiah insegnava che se Noè era un uomo giusto persino tra i suoi contemporanei (nonostante l'ambiente corrotto), quanto più lo sarebbe stato se fosse vissuto ai tempi di Mosè. Rabbi Nehemiah paragonava Noè ad una fiala di profumo chiusa ermeticamente in un cimitero, che nonostante ciò emanava un aroma fragrante. Quanto più fragrante sarebbe stata la fiala se si fosse trovata fuori dal cimitero.

## Interpretazione rabbinica medievale

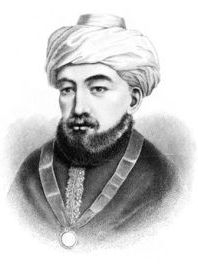
Maimonide

### Genesi 8
Maimonide afferma che Genesi 8:21 si riferisce all'"inclinazione a fare il male" (yetzer hara). Maimonide insegna che i tre termini — l'avversario (הַשָּׂטָן, ha-satan), l'inclinazione al male (yetzer hara), e l'angelo della morte — designano tutti la stessa cosa: le azioni attribuite a questi tre sono in realtà le azioni dello stesso identico agente. Maimonide asserisce che il termine ebraico שָּׂטָן, satana, deriva dalla stessa radice di שְׂטֵה, seteh - "allontanarsi", coma da Proverbi 4:15 e quindi implica la nozione di allontanarsi e passare oltre da qualcosa/qualcuno. L'avversario quindi fa allontanare le persone dalla verità e conduce sulla via dell'errore. Maimonide insegna che la stessa idea è contenuta in Genesi 8:21 «l'istinto del cuore umano è incline al male fin dalla adolescenza.» Maimonide riferisce che i Saggi hanno detto anche che le persone ricevono l'inclinazione al male sin dalla nascita, dato che Genesi 4:7 afferma "il peccato è accovacciato alla tua porta" e Genesi 8:21 dice “e l'istinto del cuore umano è incline al male fin dalla adolescenza." Però anche l'inclinazione al bene viene sviluppata. Maimonide insegna che i Saggi si riferiscono all'inclinazione al male e al bene quando asseriscono che ogni persona è accompagnata da due angeli, uno alla destra e uno alla sinistra, della misericordia e della giustizia o rigore, anche severo, quasi intesi come uno buono e uno cattivo.

## Nell'analisi critica

Diagramma dell'Ipotesi documentale o "teoria delle quattro fonti".
'J': tradizione jahvista
'È: tradizione Elohista
'D': tradizione Deuteronomista
'P': tradizione Codice Sacerdotale
'R': "Redattore" che ha compilato le fonti
- include la maggior parte del Levitico
† include la maggior parte del Deuteronomio
‡ "Deuteronomic History (Storia deuteronomica)": Giosuè, Giudici, Samuele 1&2, Re 1&2

Alcuni studiosi secolari che seguono l'Ipotesi Documentale trovano evidenza nella parashah di quattro fonti separate, e quindi reputano che la parashah intrecci insieme due resoconti della storia del Diluvio composti dai Jahvisti (a volte abbreviati con J) che scrissero probabilmente verso il X secolo a.e.v. e dal Codice Sacerdotale prodotto nel VI e V secolo a.e.v. Uno di tali studiosi, Richard Elliott Friedman, attribuisce alla tradizione Jahvista i passi Genesi 7:1-5 7, 16b–20, 22–23; 8:2b-3a 6, 8–12, 13b, e 20–22. Attribuisce inoltre al tradizione Codice Sacerdotale i passi Genesi 6:9b-22 7:8-16 21, 20; 8:1-2a 3b-5, 7, 13a, e 14–19. Per una distribuzione simile, si veda "l'esposizione di Genesi secondo l'Ipotesi Documentale" a Wikiversità (EN) . Friedman inoltre attribuisce ad un Redattore successivo (a volte abbreviato con R) la clausola introduttiva in Genesi 6:9a e ad un'altra fonte il resoconto dell'età di Noè durante il Diluvio in Genesi 7:6
Friedman attribuisce alla tradizione Jahvista anche la narrazione dell'ubriachezza di Noè e la maledizione di Canaan in Genesi 9:18-27, le genealogie in 10:8-19 21, 24–30; e la storia della Torre di Babele in 11:1-9 Assegna al Codice Sacerdotale la narrazione dell'Alleanza dell'arcobaleno in Genesi 9:1-17 e le genealogie in 10:1b-7 20, Archiviato il 24 aprile 2016 in Internet Archive. 22–23, Archiviato il 24 aprile 2016 in Internet Archive. 31–32; Archiviato il 24 aprile 2016 in Internet Archive. e 11:27b-31 Assegna al Redattore le clausole introduttive in Genesi 10:1a 11:10a e 27a Archiviato l'8 marzo 2021 in Internet Archive. e il resoconto di Terah in Genesi 11:31b e 32b. Archiviato l'8 marzo 2021 in Internet Archive. Attribuisce inoltre ad un'altra fonte la genealogia di Sem in Genesi 11:11b-26 e 32a. Archiviato l'8 marzo 2021 in Internet Archive.
Gary Rendsburg rileva tuttavia che la storia del Diluvio ha molte analogie con l'Epopea di Gilgamesh. Egli sostiene che la maggioranza delle fonti non avrebbero rintracciato questi elementi dalla trama della Epopea di Gilgamesh in modo indipendente. Quindi Rendsburg sostiene che la storia del Diluvio fu composta come un tutto unificato.

## Comandamenti
Maimonide cita la parshah per un comandamento positivo:
- «Siate fecondi e moltiplicatevi»[32]

Tuttavia, il Sefer haChinukh, attribuisce il comandamento a Genesi 1:28: «Siate fecondi e moltiplicatevi, riempite la terra.»

## Nella liturgia
Il dominio di Dio sul Diluvio in Genesi 7:6-8:14 è riflesso da Salmi 29:10 che a sua volta è uno dei sei Salmi che vengono recitati all'inizio del servizio di preghiera Kabbalat Shabbat e nuovamente quando la Torah viene riposta nella sua Arca (Aron haQodesh) alla fine della funzione mattutina dello Shabbat.
Alcune comunità ebraiche leggono le parole "perché ad immagine di Dio Egli ha fatto l'uomo" da Genesi 9:6 mentre studiano il Capitolo 3 del Pirkei Avot durante lo Shabbat tra Pesach e Rosh Hashanah. e quindi si intrattengono sulla discussione delle dieci generazioni da Adamo fino al Diluvio e altre dieci generazioni da Noè ad Abramo (elencate in Genesi 11:10-26) mentre successivamente studiano il Capitolo 5 del Pirkei Avot.

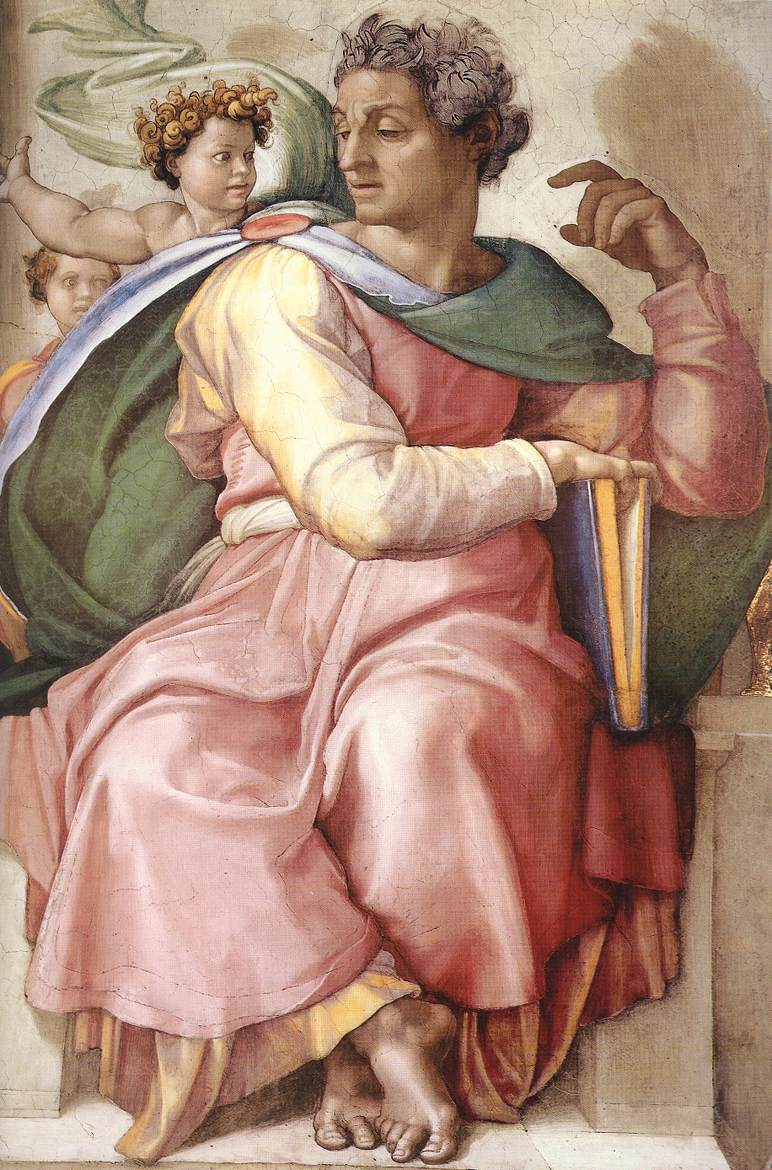
Isaia (affresco del 1509 di Michelangelo nella Cappella Sistina)

## Haftarah
La haftarah della parashah è:
- per gli aschenaziti, yemeniti e mizrahì: Isaia 54:1-55:5[139]
- per gli sefarditi: Isaia 55:1-10[140]
- per alcune comunità yemenite: Isaia 54:1-55:3[141]
- per gli ebrei italiani: Isaia 54:1-55:5[142]
- per i caraiti: Isaia 54:9-55:12[143]
- per Frankfurt am Main e Chabad Lubavitch: Isaia2 54:1-10[144]

### Collegamenti alla Parashah
Sia la parshah che la haftarah narrano la potenza dell'alleanza di Dio. Sia la parshah che la haftarah riportano il patto di Dio con Noè di non distruggere mai più la terra con un diluvio. Nella parshah e nella haftarah, Dio rivela la sua ira per le trasgressioni umane. Nel corso della punizione divina, 9:11,15  e 54:10  e Isaia 55:3 tutte usano le parole "mai . . . più" (lo' ‘od). La "rettitudine" dei Figli di Israele in Isaia 54:14 riecheggia la "rettitudine" di Noè nel suo tempo in Genesi 6:9.

### Testi antichi
- Atraḫasis. Mesopotamia, XVIII secolo a.e.v. Int. al. su W.G. Lambert E A.R. Millard, Atra-Hasis: The Babylonian Story of the Flood. Winona Lake, Indiana: Eisenbrauns, 1999. ISBN 1-57506-039-6
- Epopea di Gilgamesh. Tavoletta 11. Mesopotamia, XIV secolo a.e.v. Int. al. su James B. Pritchard. Ancient Near Eastern Texts Relating to the Old Testament, 93–95. Princeton: Princeton University Press, 1969. ISBN 0-691-03503-2.

### Testi biblici
- Genesi 1:28[1] (prolificare); Genesi 19:23-29[2] (distruzione di Sodoma e Gomorra); Genesi  35:11[3] (essere fecondi).
- Esodo 12:29-30[4](distruzione dei primogeniti egiziani).
- Isaia 54:9-10[5].
- Jeremiah 18:1-10[6]; Geremia 23:3[7].
- Ezekiel 9:4-6[8] (distruzione dei peccatori di Gerusalemme); Ezechiele 14:20[9] (Noè come intercessore giusto).

### Testi non rabbinici
- Il Libro di Noè, Gerusalemme, primo II sec. a.e.v.
- The Genesis Apocryphon[collegamento interrotto]. Manoscritti del Mar Morto 1Q20. Terra di Israele, I secolo a.e.v.. Ristampato su Géza Vermes, The Complete Dead Sea Scrolls in English, 448, 450–53. New York: Penguin Press, 1997. ISBN 0-7139-9131-3.
- Flavio Giuseppe, Antichità giudaiche 1:3:2–3, 5, 7–8, Archiviato il 28 agosto 2014 in Internet Archive. 4:1, Archiviato il 4 maggio 2012 in Internet Archive. 6:1, 3–5. Circa 93–94. Ristampato int. al. su The Works of Josephus: Complete and Unabridged, New Updated Edition. Trad di William Whiston, 32–38. Peabody, Mass.: Hendrickson Pub., 1987. ISBN 0-913573-86-8.
- Qur'an 3:33–34; 4:163; 6:84; 7:59–64; 9:70; 71:1–28. Arabia, VII secolo. Vedi anche surat in (IT)  su corano.it Archiviato l'8 giugno 2008 in Internet Archive..

### Testi rabbinici classici
- Mishnah: Sanhedrin 10:3; Avot 3:14, 5:6. Land of Israel, circa 200 CE. Reprinted in, e.g., The Mishnah: A New Translation. Translated by Jacob Neusner. New Haven: Yale University Press, 1988. ISBN 0-300-05022-4.
- Tosefta: Demai 2:24; Shabbat 17:19; Rosh Hashanah 1:3, 2:14; Taanit 2:13; Yevamot 8:7; Sotah 3:6–10, 4:11, 10:3; Bava Kamma 9:31; Sanhedrin 13:6–7; Avodah Zarah 8:4–6. Land of Israel, circa 300 CE. Reprinted in, e.g., The Tosefta: Translated from the Hebrew, with a New Introduction. Translated by Jacob Neusner. Peabody, Mass.: Hendrickson Pub., 2002. ISBN 1-56563-642-2.
- Sifra 34:1, 4; 35:2; 93:1; 99:5; 108:2; 109:3; 243:1. Land of Israel, 4th century CE. Reprinted in, e.g., Sifra: An Analytical Translation. Translated by Jacob Neusner, 1:211, 214–15, 219; 2:87, 134, 173, 178; 3:286. Atlanta: Scholars Press, 1988. Vol. 1 ISBN 1-55540-205-4. Vol. 2 ISBN 1-55540-206-2. Vol. 3 ISBN 1-55540-207-0.
- Talmud gerosolimitano: Berakhot 40a, 45a; Pesachim 2a, 78b; Megillah 12a, 18a; Sanhedrin 30a. Land of Israel, circa 400 CE. Reprinted in, e.g., Talmud Yerushalmi. Edited by Chaim Malinowitz, Yisroel Simcha Schorr, and Mordechai Marcus, vols. 1, 18–19, 26. Brooklyn: Mesorah Publications, 2005–2012.
- Genesis Rabbah 30:1–38:14. Land of Israel, 5th century. Reprinted in, e.g., Midrash Rabbah: Genesis. Translated by H. Freedman and Maurice Simon. London: Soncino Press, 1939. ISBN 0-900689-38-2.
- Leviticus Rabbah 17:5. Land of Israel, 5th century. Reprinted in, e.g., Midrash Rabbah: Leviticus. Translated by H. Freedman and Maurice Simon. London: Soncino Press, 1939. ISBN 0-900689-38-2.
- Babylonian Talmud: Berakhot 25b, 40a; Shabbat 31b, 109a, 113b, 137a, 150a, 151b; Eruvin 18a–b, 53a, 65a; Pesachim 3a, 54a; Yoma 9b–10a, 52b, 75a, 76a, 85a; Sukkah 52a; Rosh Hashanah 10b, 11b–12a; Taanit 19a, 27b; Megillah 9b, 14a, 17a; Moed Katan 25b; Chagigah 12a, 16a; Yevamot 62a, 63b, 64b; Ketubot 8a, 77b, 112a; Sotah 34b, 45b; Kiddushin 13a, 30b; Bava Kamma 91b; Bava Metzia 44a, 106b; Bava Batra 16b, 74a; Sanhedrin 17a, 24a, 38b, 44a, 56a–57b, 58b–59b, 69b–70a, 72b, 84b, 91a, 100b, 108a–09a; Makkot 8b, 11a; Shevuot 36a; Avodah Zarah 5a–6a, 11b, 19a, 23b, 51a; Horayot 13a; Zevachim 108b, 113b, 115b–16a; Chullin 23a, 89a, 102a, 139b; Bekhorot 46b, 57a; Temurah 28b; Keritot 6b; Meilah 16a. Babylonia, 6th century. Reprinted in, e.g., Talmud Bavli. Edited by Yisroel Simcha Schorr, Chaim Malinowitz, and Mordechai Marcus, 72 vols. Brooklyn: Mesorah Pubs., 2006.

### Testi medievali
- Rashi. Commentary. Genesis 6–11. Troyes, France, late 11th century. Reprinted in, e.g., Rashi. The Torah: With Rashi's Commentary Translated, Annotated, and Elucidated. Translated and annotated by Yisrael Isser Zvi Herczeg, 1:65–114. Brooklyn: Mesorah Publications, 1995. ISBN 0-89906-026-9.
- Zohar 59b–76b. Spain, late 13th century. Reprinted in, e.g., The Zohar. Translated by Harry Sperling and Maurice Simon. 5 vols. London: Soncino Press, 1934.

### Testi moderni
- Thomas Hobbes. Leviatano, 3:34, 38. England, 1651. Ristampa curata da C. B. Macpherson, 430–31, 486. Harmondsworth, England: Penguin Classics, 1982. ISBN 0-14-043195-0.
- "Mary Don't You Weep." Stati Uniti, XIX secolo.
- Emily Dickinson. Poem 48 (Once more, my now bewildered Dove). Circa 1858. Poem 403 (The Winters are so short —). Circa 1862. Poem 1473 (We talked with each other about each other). Circa 1879. In The Complete Poems of Emily Dickinson. Edited by Thomas H. Johnson, 27, 192, 623. New York: Little, Brown & Co., 1960. ISBN 0-316-18414-4.
- Thomas Mann. Giuseppe e i suoi fratelli. Trad. (EN)  di John E. Woods, 5, 8–12, 15–16, 19–24, 35–36, 64, 68, 71, 73, 88–89, 107, 109, 154, 172, 183, 323–24, 333, 337, 339–41, 347, 355, 441–42, 447–48, 515, 547, 604–05, 715, 783, 806, 926. New York: Alfred A. Knopf, 2005. ISBN 1-4000-4001-9. Originally published as Joseph und seine Brüder. Stockholm: Bermann-Fischer Verlag, 1943.
- Jay Macpherson. The Boatman. Oxford University Press Canada, 1957.
- James Baldwin. The Fire Next Time (La prossima volta, il fuoco: due lettere). 1963. Rist. Modern Library, 1995. ISBN 0-679-60151-1.
- Lloyd R. Bailey. Noah: The Person and Story in History and Tradition. University of South Carolina Press, 1989. ISBN 0-87249-571-X.
- Marc Gellman. Does God Have a Big Toe? Stories About Stories in the Bible, 27–45. New York: HarperCollins, 1989. ISBN 0-06-022432-0.
- Mario Brelich. Navigator of the Flood. Marlboro, Vermont: Marlboro Press, 1991. ISBN 0-910395-80-2.
- Elie Wiesel. "Noah." In Sages and Dreamers: Biblical, Talmudic, and Hasidic Portraits and Legends, 19–34. New York: Summit Books, 1991. ISBN 0-671-74679-0.
- Robert A. Di Vito. "The Demarcation of Divine and Human Realms in Genesis 2–11." In Creation in the Biblical Traditions. Curato da Richard J. Clifford & John J. Collins, 39–56. Washington, D.C.: Catholic Biblical Association of America, 1992. ISBN 0-915170-23-X.
- Neal Stephenson. Snow Crash. New York: Bantam Spectra, 1992. ISBN 0-553-08853-X.
- Aaron Wildavsky. Assimilation versus Separation: Joseph the Administrator and the Politics of Religion in Biblical Israel, 5. New Brunswick, N.J.: Transaction Publishers, 1993. ISBN 1-56000-081-3.
- Jacob Milgrom. "Bible Versus Babel: Why did God tell Abraham to leave Mesopotamia, the most advanced civilization of its time, for the backwater region of Canaan?" Bible Review. 11 (2) (Apr. 1995).
- Karen Armstrong. In the Beginning: A New Interpretation of Genesis, 39–53. New York: Knopf, 1996. ISBN 0-679-45089-0.
- Norman Cohn. Noah's Flood: The Genesis Story in Western Thought. New Haven: Yale University Press, 1996. ISBN 0-300-06823-9.
- Avivah Gottlieb Zornberg. The Beginning of Desire: Reflections on Genesis, pp. 37–71. New York: Image Books/Doubelday, 1995.
- Marc Gellman. God's Mailbox: More Stories About Stories in the Bible, 24–29, 107–11. New York: Morrow Junior Books, 1996. ISBN 0-688-13169-7.
- Jacob Migrom. "The Blood Taboo: Blood should not be ingested because it contains life. Whoever does so is guilty of murder." Bible Review. 13 (4) (Aug. 1997).
- Adin Steinsaltz. Simple Words: Thinking About What Really Matters in Life, 49. New York: Simon & Schuster, 1999. ISBN 0-684-84642-X.
- David M. Goldenberg. The Curse of Ham: Race and Slavery in Early Judaism, Christianity, and Islam. Princeton University Press, 2003. ISBN 0-691-11465-X.
- Joseph Telushkin. The Ten Commandments of Character: Essential Advice for Living an Honorable, Ethical, Honest Life, 87–91, 275–78. New York: Bell Tower, 2003. ISBN 1-4000-4509-6.
- David Maine. The Preservationist. New York: St. Martin's Press, 2004. ISBN 0-312-32847-8.
- Kacy Barnett-Gramckow. The Heavens Before. Chicago: Moody, 2004. ISBN 0-8024-1363-3.
- Kacy Barnett-Gramckow. He Who Lifts the Skies. Chicago: Moody, 2004. ISBN 0-8024-1368-4.
- Kacy Barnett-Gramckow. A Crown in the Stars. Chicago: Moody, 2005. ISBN 0-8024-1369-2.
- Chris Adrian. The Children's Hospital. McSweeney's, 2006. ISBN 1-932416-60-9.
- Esther Jungreis. Life Is a Test, 168, 218–19, 229–30. Brooklyn: Shaar Press, 2007. ISBN 1-4226-0609-0.
- Suzanne A. Brody. "Coloring." In Dancing in the White Spaces: The Yearly Torah Cycle and More Poems, 63. Shelbyville, Kentucky: Wasteland Press, 2007. ISBN 1-60047-112-9.
- Jonathan Goldstein. "Noah and the Ark" and "The Tower of Babel." In Ladies and Gentlemen, the Bible! 44–78. New York: Riverhead Books, 2009. ISBN 978-1-59448-367-7.
- T.K. Thorne. Noah's Wife. Fountain Hills, Arizona: Chalet Publishers, 2009. ISBN 978-0-9840836-4-0.